# Iran Fara Bourse
Iran Fara Bourse Co. (IFB), también conocida como Farabourse, es una bolsa de valores y otros instrumentos financieros en Teherán, capital de Irán. Opera bajo la supervisión oficial de la agencia internacional Securities and Exchange Organization (SEO).
IFB opera como una organización autorreguladora que rige las actividades de sus corredores y miembros. La empresa se fundó el 12 de noviembre de 2008 y sus transacciones comenzaron oficialmente en cuatro segmentos del mercado el 28 de septiembre de 2009. IFB proporciona un mercado para valores cotizados y no cotizados. Actualmente, existen 5 segmentos de mercado: los llamados primer mercado, segundo mercado, tercer mercado, el llamado mercado base y un mercado de instrumentos financieros. IFB es miembro de la Federación Euroasiática de Bolsas de Valores (FEAS) además del Foro de Bolsas de Valores de los Estados miembros de la Organización para la Cooperación Islámica (OCI). 
La creación de la compañía Iran Fara Bourse fue uno de los primeros pasos para desarrollar el mercado de capitales en Irán y diversificar así los instrumentos financieros negociados en el mercado de valores. En 2013, la llamada Farabourse comenzó a ofrecer fondos cotizados en bolsa. Y siguió en septiembre de 2014, ofreciendo ETF inmobiliarios.  Una encuesta basada en los informes públicos anuales y las respuestas recibidas de 17 miembros de la bolsa mostró que en 2018 el valor comercial de la Bolsa Fara de Irán fue de aproximadamente 18.084 millones de euros, un dato importante por su volumen comercial.  Hubo un aumento significativo en el valor comercial (acciones y renta fija) de la Bolsa Fara de Irán de alrededor del 40,5%. La capitalización de mercado en 2018 aumentó en comparación con el indicador de 2017 en más del 64%.